# Richard Peters (Ingenieur)

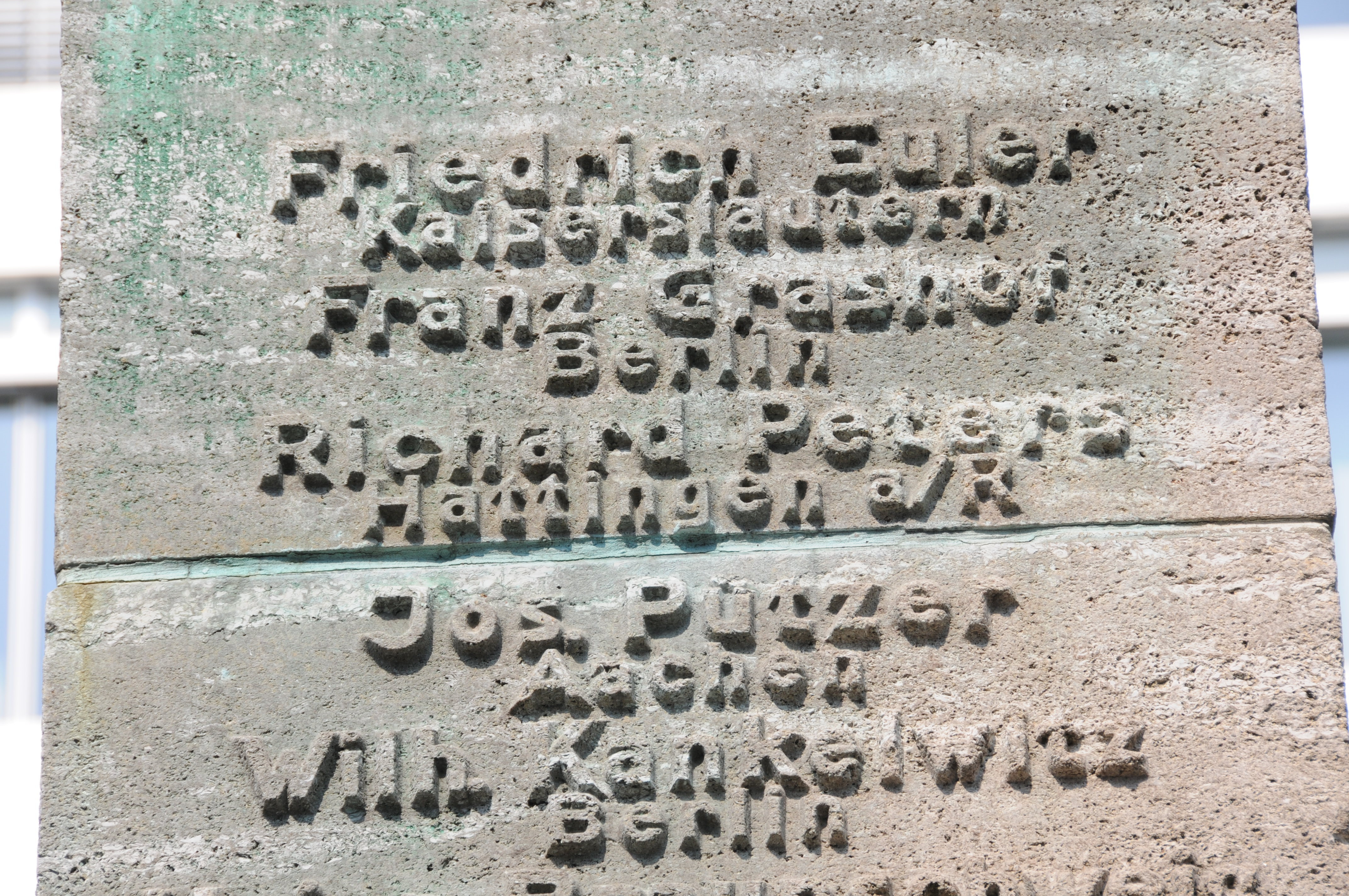
Der Name von Peters auf der Säule des Denkmals, das zum 75-jährigen Bestehen des VDI errichtet wurde

Richard Peters (* 1. Juli 1835 in Frankfurt am Main; † 13. Oktober 1869 in St. Johann) war ein deutscher Ingenieur und Gründungsmitglied sowie Vorsitzender des Vereins Deutscher Ingenieure (VDI).

## Leben
Richard Peters war der älteste Sohn des promovierten Juristen Ludwig Peters und seiner aus einer Berliner Bankiersfamilie stammenden Ehefrau. Seine Eltern zogen mit ihren Kindern nach Menden bei Siegburg, wo der Vater einen Hüttenbetrieb besaß. Nach dessen Verkauf siedelte die Familie nach Köln über, von wo aus die Mutter nach dem Tod des Vaters 1846 mit ihren sechs Kindern nach Berlin übersiedelte. Dort betrieb sie eine Badeanstalt, um die Familie versorgen zu können.
Nach dem Abitur am Köllnischen Realgymnasium 1852 ging Peters an das Königliche Gewerbe-Institut, wo er Chemie und Hüttenkunde studierte. Im Juli 1855 beendete er seine Ausbildung. 1855 war er Vorsitzender des Akademischen Vereins Hütte, ein Jahr später arbeitete er als Ingenieur bei der Henrichshütte in Hattingen. Im selben Jahr gründete er mit Gleichgesinnten in Alexisbad den Verein Deutscher Ingenieure (VDI) und wurde Vorstandsmitglied. Im selben Jahr leitete er am 24. August in Düsseldorf die konstituierende Sitzung des Niederrheinischen Bezirksvereins des VDI. Im Folgejahr initiierte Richard Peters die Gründung des westfälischen Bezirksvereins des VDI. Nach einem kurzen Aufenthalt in der Nähe von Trier wurde er im Herbst 1859 Direktor der Actien-Hüttenwerke Lenne-Ruhr in Altenhundem. Vier Jahre später wurde er Direktor der Steinhauser Hütte in Witten. 1864 war er Gründungsvorsitzender des wiedergegründeten Westfälischen Bezirksvereins des VDI. Den Vorsitz des VDI hatte Richard Peters 1866 und 1867 inne. Während seiner Amtszeit als Vorsitzender des VDI machte er sich für eine Abkehr von der staatlichen Überwachung von Dampfkesseln hin zu einer Überwachung durch Überwachungsvereine stark. Im Juni 1866 wurde er  Direktor der Kohlenaufbereitungs- und Koksofenanlage von Dupont & Dreyfus bei St. Johann. Diese Position bekleidete er bis zu seinem Tod. Der Redaktion der Zeitschrift des Vereins deutscher Ingenieure gehörte er 1868 an, beim technischen Verein für Eisenhüttenwesen war er mit Ausnahme des Jahres 1865 seit 1862 ständiges Vorstandsmitglied.
Richard Peters starb wenige Tage nach der Geburt seines vierten Kindes an Tuberkulose. Er war ein Bruder von Theodor Peters, der von 1891 bis 1908 Direktor des VDI war, und Vater des Mediziners Albert Peters.